# Archive de la Morte
Archive de la Morte – wydawnictwo DVD amerykańskiego zespołu Danzig zawierające teledyski z lat 1992–1993 powstałe do utworów z albumu Danzig III: How the Gods Kill oraz minialbumu Thrall: Demonsweatlive. Wydane 6 maja 2003 roku.

## Lista utworów
1. "Dirty Black Summer"
2. "Dirty Black Summer" (GD Performance)
3. "Dirty Black Summer" (Band Performance)
4. "How The Gods Kill" (R Version)
5. "How The Gods Kill" (Band Performance)
6. "Sistinas" (Unreleased)
7. "Bodies" (Camera 1 - Unreleased)
8. "Bodies" (Camera 2 - Unreleased)
9. "It's Coming Down" (MTV Version)
10. "It's Coming Down" (Box R Version)
11. "It's Coming Down" (Totally Uncensored)
12. "Mother '93 Live"
13. "Left Hand Black" (tylko w wersji europejskiej)

## Twórcy
- Glenn Danzig - śpiew, instrumenty klawiszowe, reżyseria
- Eerie Von - gitara basowa
- John Christ - gitara
- Chuck Biscuits - perkusja
- Anton Corbijn - reżyseria
- Jonathan Reiss - reżyseria

## Wydania
- Evilive Records, 6 maja 2003, wydanie na płycie DVD
- Evilive Records, 10 października 2004, wydanie na płycie DVD z jednym dodatkowym utworem oraz książką z rzadkimi zdjęciami zespołu